# Светлана Ђурђевић Лукић
Светлана Ђурђевић-Лукић (Београд, 26. децембар 1963 — Београд, 24. септембар 2016) била је српски историчар, истраживач и једна од оснивача Центра за истраживање јавних политика и његова прва директорка.
Њена област интересовања је била америчка спољна политика, људска безбедност, безбедносна политика, као и ЛГБТ и права Рома у Србији.

## Живот и образовање
Рођена је 26. децембра 1963. године у Београду. Дипломирала је на Филозофском факултету Универзитета у Београду, на одељењу за историју.
Магистрирала је „Политику, безбедност и интеграције” на Лондонском универзитетском колеџу, а такође се усавршавала на Колумбија универзитету и Универзитету у Оксфорду.
Погинула је у сабораћајној несрећи 24. септембра 2016. године у Београду, где је и сахрањена.
Четири дана касније, 28. септембра 2016. године је требало да брани своју докторску дисертацију на Факултету политичких наука под насловом „Улога Уједињених нација у изградњи мира: Случај источни Тимор”

### Каријера
Током 1990-их је била новинарка НИН-а, као и дописница португалског недељника Експересо и дописница портала Transitions Online, Maclean’s, БИ-Би-Си World Service, IWPR.
Била је чланица Радне групе за израду акционог плана за примену Резолуције 1325 Савета безбедности УН 2016-2020 Владе Републике Србије, затим чланица Савета Центра за спољну политику, као и чланица Форума за међународне односе при Европском покрету у Србији.
Радила је као истраживач Програма за истраживања правде и безбедности (Justice and Security Research Programme) при Одељењу за међународни развој Лондонске школе економије и политичких наука, као и истраживачица Центра за контролу малкалибарског и лаког наоружања у Југоситочној Европи (SEESAC) и Мисије ОЕБС-а у Београду.
Била ја ангажована на пројектима Министарства науке, Министарства спољних послова и Министарства одбране. Такође, радила је као истраживачица и сарадница Института за међународну политику и привреду, Института за стратегијска истраживања и Инситута Винча.
Основала је 2010. године Центар за истраживање јавних политика заједно са Бранком Анђелковић и Павлом Голицином. Све до 2016. године била је извршна директорка тог центра и председница извршног одбора.

## Уредништво
Била је уредник публикације The Media and Security Sector Reform in the Western Balkans, Такође је била заменица главног уредника часописа Међународна политика и Review of International Affairs, као и чланица уређивачког одбора часописа Journal of Regional Security.

## Приватни живот
Има супруга и двоје деце, ћерку Луну и сина Часлава.

## Заоставштина
Центар за истраживање јавних политика је 2017. године основао фонд који носи њено име и који награђује два најбоља рада студената основних и мастер студија.

## Изабране публикације
- Marina Tadić i S. Đurđević-Lukić, Mehanizmi podrške zaposlenima u Ministarstvu unutrašnjih poslova i Ministarstvu odbrane, predlog praktične politke, Centar za istraživanje javnih politika, Beograd, maj 2016.
- S. Đurđević-Lukić, J. Radoman, T.Jakobi, J.Šapić, Monitoring izborne kampanje: Stranke o bezbednosnim temama, Centar za istraživanje javnih politika, Beograd, april 2016.
- S. Đurđević-Lukić i Marina Tadić, ,,Učešće civilnog društva u ljudskoj dimenziji OEBS-a" u: Mina Zirojević i Vesna Ćorić, (urednice), Četrdeset godina od potpisivanja Helsinškog završnog akta, Institut za uporedno pravo, Beograd, (2015). стр. 241-263.
- Svetlana Đurđević-Lukić, Small Arms and Human Security in the Western Balkans: Beyond the conflict and fatal victims, November 2014.
- Svetlana Đurđević-Lukić, "Community Policing and Community Security: Theory and Practice in Timor-Leste", Justice and Security Research Programme, LSE, London, June 2014.
- S. Đurđevic-Lukic, J. Radoman, M. Tadic, Mapiranje (ne)diskrimincije u vojnom obrazovanju RS, Centar za istraživanje javnih politika, Beograd, septembar 2013.
- Svetlana Đurđevic-Lukić, Globalna politika SAD 2001-2012, Institut za međunarodnu politiku i privredu, Beograd, jul 2013.
- J. Radoman, M. Radoman, S. Đurđević-Lukić, B. Anđelković, LGBT populacija i reforma sektora bezbednosti u Republici Srbiji, Centar za istraživanje javnih politika i Misija OEBS u Srbiji, Beograd, 2011.
- Svetlana Đurđević-Lukić (ed), The Media and Security Sector Reform in the Western Balkans, Geneva Centre for the Democratic Control of Armed Forces (DCAF), Geneva 2010.
- Svetlana Đurđevic-Lukić and Vojin Dimitrijević, “Human Security and Peace-Building in the Western Balkans”, in: Wolfgang Benedek, Christopher Daase, Dimitrijevic Vojin, Petrus C. Van Duyne (Eds), Transnational Terrorism, Organized Crime and Peace-Building: Human Security in the Western Balkans, Palgrave, 2010.
- I. Lađevac, S. Đurđević-Lukić, A. Jović-Lazić, Međunarodno prisustvo na Kosovu i Metohiji 1999-2009, Institut za međunarodnu politiku i privredu, Beograd, 2010.
- Svetlana Đurđević-Lukić, ‚‚Spoljna politika administracije Baraka Obame: Nova retorika ili novi kurs?” Međunarodni problemi, Vol. LXI (2009), No.4. стр. 455-494.
- Svetlana Đurdjević-Lukić, ‚‚Povezanost bezbednosti i razvoja: Novi koncepti i praksa međunarodnih organizacija” u Miroslav Hadžić, Jelena Radoman (ur), Ekonomija i bezbednost, Centar za civilno-vojne odnose, Beograd 2009.

## Спољашне везе
- IN MEMORIAM - Svetlana Đurđević Lukić Архивирано на веб-сајту  (4. август 2018)
- Održana komemoracija Svetlani Đurđević Lukić